# Гефт, Николай Артурович
Николай Артурович Гефт (18 мая 1911 г., Одесса — 25 августа 1944 г., около города Седлец, Польша) — советский инженер-судомеханик, во время Великой Отечественной войны — разведчик-нелегал, руководитель разведывательно-диверсионных групп на территории оккупированной Украины и Польши.

## Биография
Отец Н. А. Гефта Артур Готлибович Гефт — по национальности немец, участник революции 1905 года и Гражданской войны, партийно-хозяйственный работник, директор Одесского немецкого рабоче-колхозного театра, в предвоенные годы был репрессирован, освобожден накануне войны. Мать — коренная одесситка.
Николай Гефт работал на заводе, окончил машиностроительный техникум и Одесский институт инженеров водного транспорта. Работал по специальности на Севере, в Архангельске, на Кавказе. С началом войны направлен в распоряжение Черноморского флота, однако вскоре выслан с семьей в Казахстан как этнический немец. В январе 1942 г. мобилизован на строительство металлургического комбината в Челябинске. В июне того же года Николаю Гефту, в совершенстве владевшему немецким языком, предложили работать в разведке НКВД и направили в разведшколу в г. Энгельс. Во время обучения носил псевдоним Золотников.
В 1943 г. Н. А. Гефт был заброшен в оккупированную Одессу, где остались его родители. В качестве легенды он использовал собственную биографию с небольшой корректировкой: попал на фронт, добровольно сдался в плен, из лагеря военнопленных освобожден, когда выяснилось его немецкое происхождение.
С помощью отца Гефт устроился на работу инженером в организацию «Стройнадзор», отвечавшую за ремонт немецких военных кораблей на бывшем заводе им. А. Марти. Гефт получил допуск на завод и в Одесский порт, что дало ему широкие возможности для разведывательной деятельности. Энергичной и добросовестной работой Гефт сумел заслужить доверие своего румынского, а затем немецкого начальства (и ненависть местных жителей). В марте 1944 г. Гефта назначили главным инженером судоремонтного завода № 1 в Одессе. В то же время, опираясь на другого сотрудника советской разведки, тоже немца по национальности, Валерьяна Эриховича Бурзи (1917—1945), Гефт создал в Одессе разведывательную сеть и организовал несколько успешных диверсий на кораблях Кригсмарине. При этом использовались мины, замаскированные под куски угля. Их изготавливал в Одессе, в домашней лаборатории, профессор-химик Одесского индустриального института Эдуард Ксаверьевич Лопатто (1894—1951). Ремонт кораблей в Одессе и сдаточные испытания проходили под строжайшим контролем Гефта и германских заказчиков, а взрывы на них случались спустя много дней в море. Поэтому подозревать саботаж на заводе у оккупантов не было оснований. Весной 1944 г., когда гитлеровцы перед сдачей Одессы готовились угнать в Германию квалифицированных рабочих и перевели судоремонтный завод на положение концлагеря, Гефту удалось вызволить несколько сот человек, объявив их инфекционными больными.
После освобождения Одессы Гефт во главе разведывательно-диверсионной группы «Авангард» был направлен на территорию Польши. Группа действовала в районе Кракова, Кельце, Бреслау. 25 августа 1944 г. группа попала в окружение, Гефт и трое его соратников погибли в бою. Командование «Авангардом» принял Валерьян Бурзи, а когда погиб и он, командиром стал В. Тихонин, рабочий судоремонтного завода и член одесской группы Гефта.
В различных источниках, описывающих биографию Н. А. Гефта, имеются существенные разночтения, в частности, о месте его рождения, наградах и времени начала сотрудничества с НКВД.

В. Э. Бурзи
Э. К. Лопатто
Члены подпольной группы Н. Гефта на СРЗ № 1. Слева направо, сверху вниз: В. Л. Тихонин, Н. Ф. Ляшенко, И. Я. Мындра, Ю. Т. Покалюхина, И. А. Рябошапченко, М. С. Берещук.

## Память

### Одесса
В Одессе именем Н. А. Гефта названа улица.
На фасаде дома № 3 по ул. Дерибасовской, где он жил в 1943—1944 г., установлена мемориальная доска. Также установлена мемориальная доска по адресу улица Льва Толстого, 9, на фасаде бывшей Одесской Мариинской гимназии (трудовой школы Соцвоса), где Гефт учился в 1923—1926 гг.
9 октября 2017 года мемориальные доски были осквернены представителями националистической организации «С-14». Данные действия они обосновали тем, что улица, названная в честь Гефта, была переименована согласно закону о декоммунизации — мемориальные доски не несут какой-либо ценности для украинской истории.

## Воплощения в искусстве и литературе
- В 1965 году издательством «Политическая литература» была опубликована книга Викторая Михайлова «Повесть о чекисте»
- В 1968 году в детском журнале «Мурзилка» опубликован комикс «Кусок угля» (рисунки Ю. Молоканова) о деятельности Н. А. Гефта в Одессе.[4]
- О работе Гефта в тылу оккупантов сняты художественные фильмы «Повесть о чекисте» (1969) и «Схватка» (1972).